# 关彦斌
关彦斌（1954年10月11日—），黑龙江五常人，满族，中华人民共和国商人，葵花药业创始人、原董事长及总经理，葵花集团及其附属企业实际控制人。曾任第十一届、第十二届全国人民代表大会代表，全国工商联医药业商会常务副会长、中国光彩事业促进会理事、黑龙江中医药大学药学院客座教授、黑龙江省医药行业协会副会长、黑龙江省工商联商会副会长。1989年毕业于黑龙江省委党校经济管理专业。

## 生平

### 早年
1954年10月11日，关彦斌出生于黑龙江省五常县红旗满族乡。小学时，关彦斌是少先队的大队长，学习成绩优异。由于父亲关金凯的乡干部身份并没能在经济上支持关彦斌继续读书，高中毕业后，关彦斌因贫困放弃学业。1972年参军入伍，成为了一名空降兵，任第四十四師132团2连班长。1976年加入中国共产党。退役后进入五常县第二轻工业局工作，任二轻局团委书记。

### 下海经商
1979年，关彦斌辞职下海，担任一个濒临倒闭的二轻企业的小砖瓦厂厂长，以5000多元集资贷款起步，并将企业转产塑料产品，在短短5年间将企业发展壮大。在塑料厂工作期间，关彦斌开始谋划全国性销售策略，这也为后来建立葵花药业的经营策略立下基础。1985年，关彦斌向银行借贷800万元，以920万元的价格在米兰、哈尔滨先后买入两台超宽幅吹膜机组，之后用18个月便还完了贷款，是关彦斌从商以来的第一笔大额贷款，五常塑料厂自此实现了跨越式发展。五常塑料厂创造了当时松花江地区的从商纪录，此后将企业发展成为当时五常县的支柱企业、黑龙江省塑料行业龙头企业，并于1989年晋升为国家二级企业和国家定点农膜生产企业。
之后五常塑料厂的生意陷入瓶颈期，出现产品积压、退货的情况，关彦斌遇到了第一次危机。为扭转局势，关彦斌南下深圳开展业务。1993年，关彦斌曾与香港固容有限公司、宝安县龙岗镇同乐村经济发展公司合作创立深圳常荣塑胶有限公司，董事长为陈丽华。但关彦斌在深圳开设的公司并未能扭转局势，亏损2000万元，最终以失败告终。
1994年，关彦斌对五常塑料厂进行了股份制改造，成为黑龙江省原松花江地区第一个股份制企业负责人。

### 创立葵花
1998年，关彦斌率领塑料厂的48名股东，整体收购了停产9个月、资不抵债的原国有五常制药厂，并将其更名为葵花药业，担任董事长。关彦斌的妻子张晓兰为此借贷1000多万元人民币，帮助关彦斌买下药厂。为了对公司进行全面改革，关彦斌将自家亲戚安排进管理层。除关彦斌及张晓兰和其子女，关彦斌的父亲关金凯、弟弟关彦明、关彦玲及其他亲属都持有不同比例的股份，故公司呈现明显的家族企业特征。关彦斌在后来的记者采访中提到，他用了3年时间将五常制药厂的主打品种护肝片销售额从不足1000万元做到1亿元。而后又全力运营护肝片、葵花胃康灵和小儿肺热咳喘口服液，带动企业的销售额从1亿元增长到10亿元。关彦斌此后创立了葵花集团，集团除拥有葵花药业之外，还拥有葵花房地产、葵花米业和葵花物业等公司，涉及房地产开发、制造业、批发和零售业，以及农林牧渔业等。
2017年7月12日，葵花药业公告披露，关彦斌、张晓兰夫妇已经办理了离婚手续，解除了婚姻关系。公司实际控制人由关彦斌、张晓兰夫妇变更为关彦斌。
2018年发布的《胡润百富榜》中，关彦斌、张晓兰夫妇以44亿元人民币的身家排在第957位。
2018年12月28日，葵花药业公告称，关彦斌“因个人年龄原因”宣布申请辞去公司董事长、总经理职务，辞职后仍担任公司战略顾问委员会主任职务。此前在12月22日，关彦斌在其前妻张晓兰家中将张晓兰暴砍。关彦斌被拘捕后，仍保留葵花集团、葵花药业实际控股权。

## 家庭
- 父亲：关金凯，曾任五常县双桥乡公社党委书记[5]。
- 三弟：关彦玲（1960年－）：曾任五常市委老干部局主任。现任葵花药业董事、葵花集团董事[1][11][8]。
- 四弟：关彦明（1964年10月4日[1]－）：除持有葵花药业股份外，关彦明还持有南京同仁堂45%的股权[12][8]。
- 妻子（第一任）：（不明）
- 妻子（第二任）：张晓兰（1959年12月24日－）：曾在部队服役，退役后到沈阳工作，1996年6月从辽宁沈阳的公务员单位离职，赴黑龙江五常工作[13]。曾任五常葵花供应部经理、副总经理、董事，葵花药业董事、副总经理，葵花集团董事[1]。1998年，关彦斌与张晓兰结婚。2014年，两人在青岛时，关彦斌手写了一封《悔过书》，内容为：如果两人离婚，财产的一半将归张晓兰，同时孩子的抚养费由他承担。2017年7月，关彦斌和张晓兰离婚[12]，张晓兰不再实际控制葵花药业。在解除婚姻关系前，关彦斌、张晓兰分别持有葵花药业14.96%的股权、0.22%的股权；分别持有葵花集团51.09%的股权、0.76%的股权[14]。2018年12月22日，关彦斌在其前妻张晓兰父母家中，用菜刀连砍张晓兰4刀[12]。
- 长女：关玉秀（1979年－，第一任妻子所生[5]）：曾任五常葵花广告部主管、财务总监助理、重庆区省级经理、伊春公司总经理，唐山公司总经理，葵花集团董事、总经理。现任葵花集团董事长，金葵投资董事长、总经理，葵花米业董事长兼总经理，葵花药业董事长[11]。
- 次女：关一（1982年－，第一任妻子所生[5]）：2002年起在葵花药业工作，历任葵花医药广告部副总经理、市场管理中心总经理、葵花医药总经理。现任葵花集团董事，金葵投资董事，葵花药业总经理[11]。2007年，关一策划推出儿童药品牌“小葵花”。关一被认为是“是一名协助父亲从葵花药业初创到走向企业二次巅峰的实战派创二代”。[15]
- 继子：宋萌萌（1983年－，张晓兰与第一任丈夫所生）：任南京同仁堂乐家老铺健康科技有限公司、南京同仁堂乐家老铺（沈阳）医药投资管理有限公司、沈阳子健商贸有限公司法定代表人[5]
- 次子：不详（2008年－，生母未知）[8]，关彦斌与张晓兰离婚之后，张晓兰带着次子在美国生活，关彦斌与她保持着一定的联系，沟通包括次子的教育、抚养等事项[13]。
- 2017年7月之前，关彦斌的女秘书，为关彦斌又生了两个孩子，一男一女[13]。

## 荣誉
曾先后荣获“全国劳动模范”、“全国五一劳动奖章”获得者、全国“优秀中国特色社会主义事业建设者”、“第三届中国优秀民营企业家”、全国“关爱员工优秀民营企业家”、首届“黑龙江优秀企业家”、“黑龙江省特等劳动模范”等荣誉。

## 相关作品
2018年，原《哈尔滨日报》高级记者王作龙将关彦斌创业史以长篇报告文学的方式记录出书《悬壶大风歌——关彦斌二十年光大国粹构筑葵花中药王国风云录》，由黑龙江人民出版社出版，是葵花药业为纪念其改制20周年而推出的著作。关彦斌也视该书为自己的个人传记。然而关彦斌前妻张晓兰并不认可书中的内容，认为这本书没有如实反映自己在葵花药业改制、发展过程中的贡献。

## 事件

### 持刀砍妻案
2018年12月22日，时任葵花药业董事长关彦斌在其前妻张晓兰父母家中，手持菜刀，暴砍张晓兰4刀；行凶后，关彦斌亦试图举刀自戕。张晓兰被砍后，随后被救护车送到了大庆的一家医院抢救，总共失血大约4,000毫升，临床诊断“失血性休克”，存在“外耳廓及颅骨部分骨折”，构成“重伤二级”。2018年12月23日凌晨，警方在哈尔滨医科大学附属二院找到了关彦斌。2018年12月29日，关彦斌被大庆警方以涉嫌故意杀人罪，监视居住。2019年6月28日，黑龙江省大庆市让胡路区法院新闻发言人确认，检察机关已就关彦斌一案向法院提起公诉。据《新京报》消息，关彦斌因与前妻张晓兰发生纠纷，两人发生肢体冲突。扭打中，关彦斌失手将前妻殴打成植物人被警方控制，其前妻处于昏迷状态。2019年初，其儿子签署谅解书后，关彦斌办理取保候审。但在五常当地流传的一种说法是与关彦斌发生冲突“另有其人”，发生冲突的原因，可能与《悬壶大风歌》内容争议有关。
2019年3月21日，葵花药业公开披露称，“公司实际控制人因个人原因与他人发生纠纷造成身体伤害，被司法机关采取强制措施。其在上市公司不担任董、监、高职务，该事件未对上市公司正常生产经营活动造成影响。”
2019年4月9日，关彦斌涉嫌故意杀人被大庆市让胡路区人民检察院批捕，公安机关提请逮捕时间为1月29日。4月10日，深交所向葵花药业下发关注函，要求其就公司实际控制人是否发生变更等信息在11日前回复并对外披露。公司回复深交所问询函表示，关彦斌故意杀人案属于个人行为，系因个人纠纷引起，未涉及与家族成员无关的第三方，未涉及公司业务经营。
2019年4月29日，大庆市公安局东湖分局对关彦斌案出具《起诉意见书》，提到关彦斌在2019年做了两次司法鉴定。据第二次的司法鉴定报告，“关彦斌案发时处于抑郁发作期，目前抑郁情绪仍未完全缓解”，“关彦斌对本案应评定为具有限定刑事责任能力”，同时“关彦斌目前应评定为具有受审能力”。一位自称与葵花药业总经理关一熟悉、并为她所托的“中间人”在5月8日、10日两次与记者沟通时均表示，据他所知，关彦斌没有抑郁症。
2020年7月17日午间，葵花药业公告称，大庆市让胡路区人民法院于2020年7月16日作出一审判决，被告人关彦斌犯故意杀人罪，判处有期徒刑11年。关彦斌表示将上诉。12月10日，大庆市中级人民法院二审宣判，维持一审判决。